# Hoya commutata
Hoya commutata är en oleanderväxtart som beskrevs av Michael George Gilbert och P. T. Li. Hoya commutata ingår i släktet Hoya och familjen oleanderväxter. Inga underarter finns listade i Catalogue of Life.